# Grijskopschoffelsnavel
De grijskopschoffelsnavel (Todirostrum poliocephalum) is een zangvogel uit de familie tirannen (Tyrannidae).

## Kenmerken
De grijskopschoffelsnavel is circa 9 centimeter groot en weegt ongeveer 7 gram. Deze kleine vogel heeft een zwarte kruin en snavel, geelgoudkleurige ogen, olijfgroene bovendelen, gele onderdelen en een olijfgele staart. Verder wordt deze vogel gekenmerkt door een gele streep op de teugel.

## Verspreiding en leefgebied
Deze vogel is endemisch in Brazilië, waar hij voorkomt van Bahia tot Santa Catarina. Zijn natuurlijke habitat bestaat onder andere uit subtropische of tropische vochtige laagland bossen en zwaar gedegradeerd voormalig bos. De habitats bevinden zich op een hoogte tot 1200 meter boven zeeniveau in het bioom Atlantisch Woud.

## Status
De grootte van de populatie is niet gekwantificeerd, maar is stabiel. Om deze redenen staat de grijskopschoffelsnavel als niet bedreigd op de Rode Lijst van de IUCN.